# Stolp vetrov
Stolp vetrov ali Horologion Andronika Kirhškega je osmerokotna stolpna ura iz marmorja iz Pentelika v rimski Agori v Atenah, ki je deloval kot horologion ali 'časomer'. Velja za prvo meteorološko postajo na svetu. Neuradno se spomenik imenuje tudi Aerides (grško Αέρηδες), kar pomeni Vetrovi. Zgradba ima kombinacijo sončnih ur, vodne ure in vetrokaza. Zgradil naj bi ga Andronik iz Kirha okoli leta 50 pred našim štetjem, po drugih virih pa bi ga lahko zgradili v 2. stoletju pred našim štetjem. Poleti 2014 je Atenski eforat starin začel čistiti in ohranjati strukturo; restavratorska dela so bila zaključena avgusta 2016.

## Opis
12 metrov visoka konstrukcija ima premer približno 8 metrov, v antiki so ga nadgradili s Tritonom z  vremenskimi lopaticami, ki je označeval smer vetra. Pod frizom, ki prikazuje osem božanstev vetra - Borej (S, Kaikias (SV), Anemoi (V), Eurus (SV), Notos (J), Lips (JZ), Zefir (Z) in Skiron (JZ) - sončnih ur je osem. V notranjosti je bila vodna ura (ali klepsidra), ki jo je poganjala voda, ki je prihajala iz Akropole. Raziskave so pokazale, da je bila precejšnja višina stolpa motivirana z namero, da so sončne ure in vetrolov postavljeni na vidno višino na Agori, kar je dejansko zgodnji primer stolpne ure. Po pričevanju Vitruvija in Varra je strukturo zasnoval Andronik iz Kire. Stebri stolpa so nosili kapitele v obliki, ki je danes znana kot Korintski stolp vetrov, čeprav jim manjkajo volute, ki jih običajno najdemo v korintskih kapitelih.
V zgodnjih krščanskih časih je bila stavba uporabljena kot zvonik vzhodne pravoslavne cerkve. Pod osmansko oblastjo je postala tekija in so jo uporabljali vrteti derviši. Takrat je bil zakopan do polovice svoje višine, sledi tega pa je mogoče opaziti v notranjosti, kjer so na stenah turški napisi. V celoti ga je v 19. stoletju izkopalo Arheološko društvo v Atenah.
- Pogled na stolp
- Stolp vetrov, s frizom, ki prikazuje boga vetra Boreas (severni veter na levi) in Skiron (severozahodni veter, na desni)
- Notranjost: strop
- Notranjost: Dno stolpa z luknjami za mehanizem
- Rekonstrukcija stolpa vetrov iz 18. stoletja iz The Antiquities of Athens

## Sprejem
Vitruvij je stolp vetrov omenil v svojem arhitekturnem pisanju in je njegovo obliko postavil za izhodišče za svoja razmišljanja o urbanističnem načrtovanju. Načrt urbanističnega načrtovanja Karlsruhe se na primer sklicuje na to besedilo. Vendar so stolp podrobno izmerili in rekonstruirali z risbami Jamesa Stuarta in Nicholasa Revetta okoli leta 1750. V prvem zvezku Atenskih starin, objavljenem leta 1762 , je bila to ena prvih stavb v grški domovini, ki je bila znana v zahodni Evropi in je bila vzor mnogim stavbam 18. in 19. stoletja. Med njimi je tudi Leopold III. Anhalt-Dessau je v Dessau-Mildenseeju zgradil Stolp osmih vetrov in observatorij Carla Gottharda Langhansa (danes: observatorij Halle v botaničnem vrtu Martin-Luther-Universität Halle-Wittenberg). Reliefne upodobitve osmih vetrov so ponovili na vogalnih stolpih palače Tegel v Berlinu.
Do danes je stolp citiran v umetnosti, pa tudi v sodobni arhitekturi, na primer v Stolpu vetrov v Jokohami Toya Ita iz leta 1986 ali kot oblikovalski element v načrtih Roba Krierja za Cité Judiciaire v Luksemburgu.

## Reliefi na stolpu
| Ime     | Smer vetra    | Predstavitev                                                      |
| ------- | ------------- | ----------------------------------------------------------------- |
| Borej   | Severno       | bradati moški s plaščem in školjko, v katero piha                 |
| Kaikias | Seveovzhodo   | bradati moški, iz okroglega znaka naliva okrogle predmete (točo?) |
| Anemoi  | Vzhodno       | Mladostnik, oblečen v plašč, napolnjen s sadjem in žiti           |
| Euros   | Jugovzhodno   | bradati moški, zavit v plašč                                      |
| Notos   | Južno         | Mladenič prazni vrč                                               |
| Lips    | Jugozahodno   | Mladenič z delom ladijskega trupa                                 |
| Zefir   | Zahodno       | Mladenič, oblečen v plašč, napolnjen s cvetjem                    |
| Skiron  | Severozahodno | bradati moški prazni trebušasto posodo                            |

## Stavbe, ki jih navdihuje Stolp vetrov
Več zgradb temelji na zasnovi stolpov vetrov, vključno z:
- Stolp vetrov iz 18. stoletja na vrhu observatorija Radcliffe v Oxfordu v Angliji,
- Cerkev sv. Pankracija (1822), ki sta jo zasnovala William Inwood in njegov sin Henry William Inwood, ki stoji v Eustonu v Londonu. To je edinstvena neogrška cerkev, v kateri sta dva sklopa kariatid in stolp, ki temelji na klasičnem Stolpu vetrov.
- Observatorij Daniela S. Schancka (1865), zgodnji astronomski observatorij na univerzi Rutgers v New Brunswicku v New Jerseyju.[8]
- Mavzolej ustanovitelja grške nacionalne knjižnice Panayisa Vagliana na pokopališču West Norwood v Londonu.
- Torre del Marzocco iz 15. stoletja v Livornu.
- Podoben stolp v Sevastopolu, zgrajen leta 1849.
- Tempelj vetrov, ki stoji v Mount Stewart blizu Newtownards na Severnem Irskem.[9]
- Tempelj Carnaby blizu Carnabyja, East Riding of Yorkshire, zgrajen leta 1770.
- Stavba Maitland Robinson na Downing College Cambridge, ki jo je leta 1992 zasnoval Quinlan Terry.
- Nevihtni stolp v Budeju v Cornwallu (1835), George Wightwick

- John Bacon in James Wyatt iz leta 1794 razširjena različica Tower of the Winds v Oxfordu v Angliji
- Grobnica Vagliano na pokopališču West Norwood v Londonu, navdihnjena s stolpom
- Stolp vetrov v Sevastopolu